# Jack Teixeira
Jack Douglas Teixeira (sinh tháng 12 năm 2001) là một phi công người Mỹ gốc Bồ Đào Nha thuộc Đơn vị tình báo 102 của Lực lượng Phòng không Quốc gia Không quân Massachusetts. Anh bị cáo buộc khi đã phát tán rò rỉ tài liệu mật quân sự của Lầu Năm Góc vào đầu tháng 4 năm 2023.

## Thân thế
Teixeira sinh vào tháng 12 năm 2001 là người Mỹ gốc Bồ Đào Nha. Cha mẹ của Teixeira ly hôn khi anh mới 9 tuổi. Cha dượng của Teixeira là một sĩ quan đã nghỉ hưu trong Lực lượng Không quân Hoa Kỳ. Mẹ anh làm việc cho một tổ chức phi lợi nhuận hỗ trợ các cựu quân nhân.
Teixeira lớn lên ở vùng ngoại ô Providence, Rhode Island. Khi còn học trung học, Teixeira đã bị đình chỉ sau khi một bạn cùng lớp tình cờ nghe được anh ta "nhận xét về vũ khí, bao gồm cocktail Molotov, súng ở trường và các mối đe dọa chủng tộc". Anh ấy khẳng định nhận xét của mình liên quan đến trò chơi điện tử, nhưng các sinh viên khác cho biết nhận xét đó không liên quan đến bất kỳ cuộc trò chuyện nào liên quan đến trò chơi điện tử.

## Sự nghiệp
Khi còn học trung học, Teixeira đã từng nộp đơn xin thẻ nhận dạng súng và bị từ chối vì cảnh sát lo ngại về những nhận xét dẫn đến việc anh bị đình chỉ học. Anh ấy đã nộp đơn một lần nữa vào năm 2019. Năm 2020, anh ấy đã viết một lá thư trình bày việc anh ấy đã phục vụ cho Lực lượng Không quân Hoa Kỳ và coi "thông quan Tối mật" của mình là bằng chứng cho thấy "Tôi đã trưởng thành như một con người" và tự cho rằng anh ấy có trách nhiệm hơn.
Năm 2020, Teixeira tốt nghiệp trường trung học khu vực Dayton-Rehoboth, nhưng đã bỏ lỡ lễ tốt nghiệp do cam kết huấn luyện tại Căn cứ Không quân Lakeland ở Texas.
Theo hồ sơ của tòa án liên bang, Teixeira gia nhập Lực lượng Vệ binh Quốc gia Không quân Massachusetts, đóng quân tại Căn cứ Vệ binh Quốc gia Không quân Otis ở Cape Cod vào tháng 9 năm 2019. Anh ta đã được cấp giấy chứng nhận an ninh Tối mật vào năm 2021, theo một bản khai có tuyên thệ của một đặc vụ FBI. Teixeira cũng được cấp quyền truy cập có ngăn nhạy cảm, hay còn gọi là "SCI" đối với các chương trình được phân loại cao khác.

Kể từ tháng 5 năm 2022, anh ta phục vụ với tư cách là Phi công hạng nhất E-3, đóng quân tại Căn cứ Lực lượng Vệ binh Quốc gia Không quân Otis ở Massachusetts.

## Bị cáo buộc rò rỉ tài liệu mật
Bài chi tiết: Vụ rò rỉ tài liệu quân sự Hoa Kỳ 2023
Đầu tháng 4 năm 2023, Teixeira bị FBI cáo buộc đã thường xuyên chia sẻ thông tin mật lên một nhóm trò chuyện có tên "Thug Shaker Central" trên dịch vụ trò chuyện trực tuyến Discord. Theo báo cáo điều tra bắt đầu ít nhất là vào tháng 10 năm 2022, hai tài liệu mật liên quan đến Ukraina đều được sao chép từ các tài liệu anh ấy đã đọc và từ các bản in được lấy ra khỏi văn phòng của anh ấy trên cơ sở. Các thành viên phòng trò chuyện được cho là đã nói chuyện và chơi trò chơi điện tử cùng nhau về các vấn đề về Chiến tranh Nga - Ukraina;  theo The New York Times, Teixeira được xác định là quản trị viên phòng chat. Các báo cáo về quy mô nhóm trò chuyện từ khoảng hai mươi đến khoảng năm mươi thành viên.
Vào ngày 28 tháng 2 năm 2023, một thành viên nhóm trò chuyện được cho là đã đăng hàng chục bức ảnh về các tài liệu mật lên một máy chủ Discord khác. Từ đó, một người dùng khác đã cáo buộc rằng họ đã đăng các hình ảnh được tìm thấy trên máy chủ đó lên máy chủ Discord được liên kết với trò chơi điện tử Minecraft. Sau khi các tài liệu mật bắt đầu xuất hiện trên các kênh Telegram tiếng Nga, The New York Times lần đầu tiên đưa tin về vụ rò rỉ. Vào ngày 21 tháng 4, Thời báo New York báo cáo rằng một tài khoản Discord có đặc điểm tương tự như hồ sơ trực tuyến của Teixeira đã chia sẻ các bản tóm tắt bằng văn bản về thông tin mật và có khả năng chia sẻ ảnh chụp tài liệu cho một nhóm trò chuyện Discord với khoảng 600 thành viên từ khoảng tháng 2 năm 2022 đến khoảng tháng 3 năm 2023.

### Bị bắt giữ và xét xử

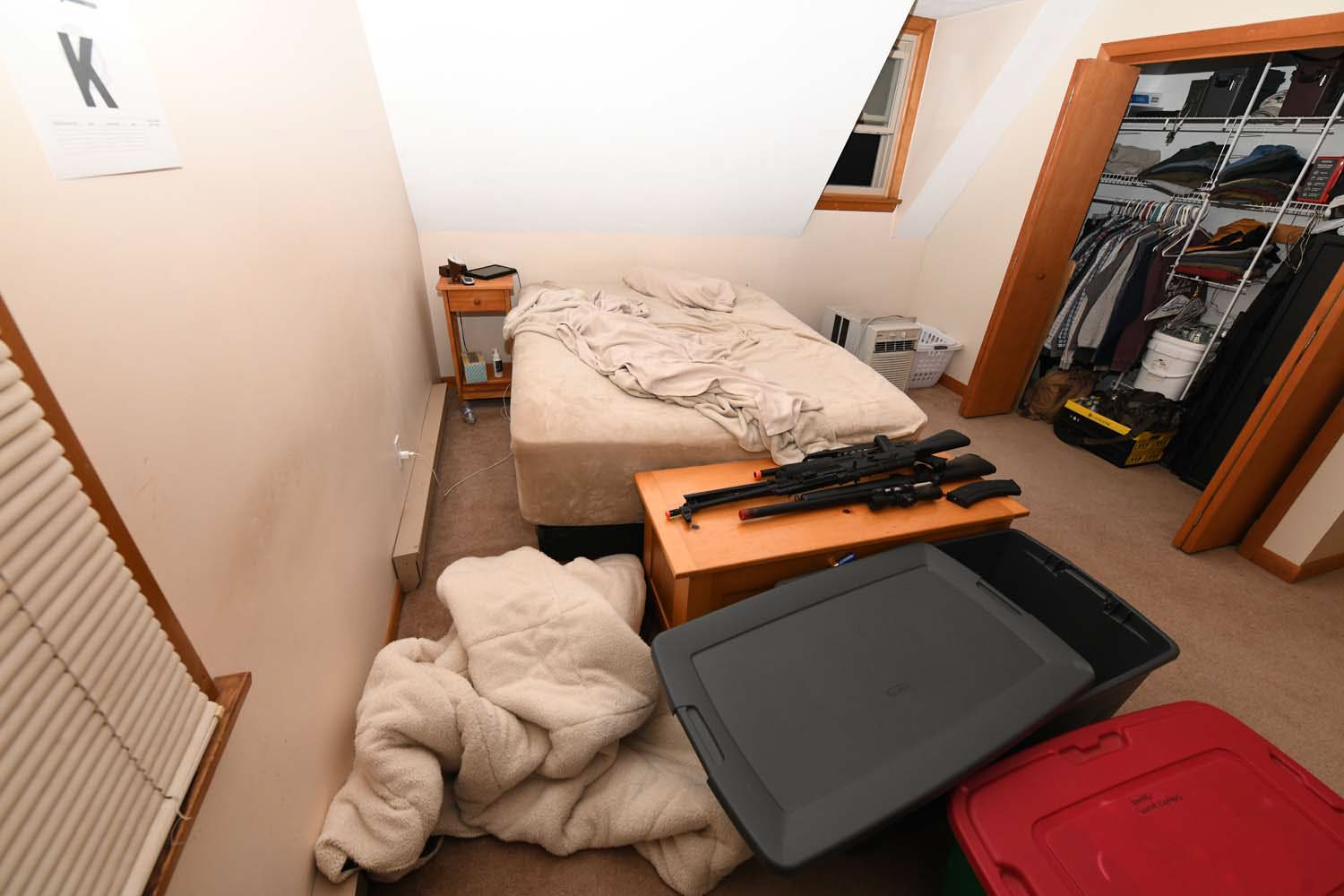
Phòng ngủ được cho là nơi cất dấu vũ khí của Teixeira

Sáng ngày 13 tháng 4 năm 2023, Cục Điều tra Liên bang (FBI) bắt giữ Teixeira tại nhà riêng ở Dighton, nơi Teixeira sống cùng mẹ và cha dượng. Khi khám xét bên trong nhà của anh ta, các nhà điều tra tìm thấy kho vũ khí của Teixeira, bao gồm súng ngắn, súng trường bắn tỉa, một khẩu súng trường kiểu AK với băng đạn dung lượng lớn, mặt nạ phòng độc và các vũ khí khác.
Đến hôm sau, Teixeira xuất hiện lần đầu tiên tại Tòa án Hoa Kỳ ở Boston trước một Thẩm phán Sơ thẩm Hoa Kỳ, và tài liệu buộc tội chính thức chưa được niêm phong. Qua xét xử Teixeira bị tòa án cáo buộc vi phạm Đạo luật gián điệp năm 1917 và việc loại bỏ và lưu giữ trái phép các tài liệu mật. Anh ta bị cáo buộc thêm về việc đã xóa hàng trăm tài liệu mật và công khai chúng trên máy chủ Discord. Kèm theo đơn kiện hình sự là một bản khai có tuyên thệ hỗ trợ từ một đặc vụ của Bộ phận Phản gián FBI.
Tại tòa án liên bang ở Boston hôm 14/4, Jack Teixeira đã bị buộc tội với hai tội danh: Lưu trữ và lan truyền trái phép thông tin quốc phòng; Thu thập và lưu trữ trái phép tài liệu mật. Mỗi tội danh sẽ bị phạt tiền hoặc phạt tù tối đa 10 năm, hoặc cả hai.
Trong phiên điều trần, công tố viên Nadine Pellegrini nói rằng chính phủ sẽ tìm bằng chứng để Jack Teixeira chịu khung phạt tù cao nhất, đồng nghĩa với việc anh có thể chịu án tù lên đến 20 năm.

## Liên kết trang Web
https://commons.wikimedia.org/wiki/Category:Jack_Teixeira?uselang=de